# Pyramica synkara
Pyramica synkara är en myrart som först beskrevs av Bolton 1983.  Pyramica synkara ingår i släktet Pyramica och familjen myror. Inga underarter finns listade i Catalogue of Life.